# Ludovic Martin (Radsportler)
Ludovic Martin (* 17. März 1976 in Mantes-la-Jolie) ist ein ehemaliger französischer Radrennfahrer.

## Sportliche Laufbahn
Martin war im Straßenradsport aktiv. Mit dem Radsport begann er im Verein JS Doloise. 1999 war er im Grand Prix de Peymeinade erfolgreich. 2000 wurde er Berufsfahrer. Ebenfalls 2000 holte er einen Etappensieg in der Tour de Bretagne Cycliste (Ruban Granitier Breton) und gewann das Rennen Manche-Océan. 2006 gewann er die Etappenrennen Tour Nivernais Morvan vor Damien Cigolotti und Tour du Gévaudan jeweils mit einem Etappensieg. In der Tour de France 2004 kam er auf den 119. Rang. 2006 trat er vom Radsport zurück.